# Aeschynanthus horsfieldii
Aeschynanthus horsfieldii är en tvåhjärtbladig växtart som beskrevs av R. Brown. Aeschynanthus horsfieldii ingår i släktet Aeschynanthus och familjen Gesneriaceae.

## Underarter
Arten delas in i följande underarter:
- A. h. brachycalyx
- A. h. horsfieldii